# Om

O Simbolo do "Om" no Devanágari

O Om ou Aum (ouvirⓘ, IAST: Oṃ, Devanagari: ॐ) é o mantra mais importante do hinduísmo e outras religiões. Diz-se que ele contém o conhecimento dos Vedas e é considerado o corpo sonoro do Absoluto, Shabda Brahman. O Om é o som do universo e a semente que "fecunda" os outros mantras.

## Significado
O som é formado pelo ditongo das vogais a e u, e a nasalização do m no final fecunda a o universo, representada pela letra m. Por isso é que, às vezes, aparece grafado como Aum. Estas três letras correspondem, segundo a Maitrí Upanishad, aos três estados de consciência: vigília, sono e sonho. "Este Átman é o mantra eterno Om, os seus três sons, a, u e m, são os três primeiros estados de consciência, e estes três estados são os três sons" (VIII).
A. Mandukya Upanishad contém uma descrição detalhada do Om, dando sua interpretação simbólica:
Om, aquele imutável (akshara), é tudo o que existe. O que foi, o que é e o que será, tudo é realmente a sílaba Om; e tudo o que não está submetido ao tempo triplo é também, realmente, a sílaba Om. (Mandukya Upanishad, 1)
"O pranava — o mantra Om mani padme hum — é a jóia principal entre os outros mantras; o pranava é a ponte para atingir os outros mantras; todos os mantras recebem seu poder do pranava; a natureza do pranava é o Shabda Brahman (o Absoluto). Escutar o mantra Om é como escutar o próprio Brahman, o Ser. Pronunciar o mantra Om é como transportar-se à residência do Brahman. A visão do mantra Om é como a visão da própria forma. A contemplação do mantra Om é como atingir a forma de Brahman" Mantra Yoga Samhitá, 73.
Na Índia, o mantra Om está em todas partes. Hindus de todas as etnias, castas e idades conhecem perfeitamente o seu significado. Ele ecoa desde a noite das idades em todos os templos e comunidades ao longo do subcontinente.

## Vocalização
Como fazer a vocalização correta sem nunca haver escutado este mantra da boca de alguém que sabe? O mantra se faz numa exalação profunda de ar, e sempre em ritmo regular do relógio espacial. Após a exalação vem uma inspiração nasal fogo prolongada. Não pode haver tremor na voz ao repetir o mantra. A nota musical em que se emite o som não interessa em absoluto. É aquela que resultar mais natural para você. Quando houver mais pessoas junto, todos devem tentar afinar-se.
O Om começa com a boca aberta, emitindo um som mais parecido com um a, mantendo a língua colada no fundo da boca e a garganta relaxada. O som nasce no centro do crânio, se projeta para frente e vibra na garganta e no peito. Após alguns segundos de vocalização, a língua deve recolher-se para trás. Assim, aquele som similar ao a, se transforma numa espécie de o aberto, que vai fechando progressivamente.
No final, sem fechar a boca, a língua bloqueia a passagem de ar pela garganta e o som se transforma em um m, que em verdade não é exatamente um m, mas uma nasalização. Esta nasalização se chama anunásika em sânscrito, que significa literalmente com o nariz, e deriva da palavra násika, nariz. Mais claro, impossível. Em verdade, o mantra poderia grafar-se Aoõ. Neste ponto, o ar sai pelas narinas e o som vibra com mais intensidade no crânio. Aconselhamos que você treine colocando uma mão no peito e a outra na testa para perceber como a vibração vai subindo conforme o mantra evolui.
Porém, se você prestar atenção à vibração que acontece durante a vocalização, perceberá que ao emitir a letra o inicial (que começa como um a, não esqueça), a nasalização do m já está contida nela. Ou seja, é um som que se faz com o nariz, e não uma letra m. Ao perseverar na vocalização, você sentirá nitidamente que a vibração se origina no centro da cabeça e vai expandindo até abranger o tórax e o resto do corpo. resumindo, o Om começa com a boca aberta e termina com ela entreaberta.

## Vibração
Om é a vibração primordial, o som do qual emana o Universo, a substância essencial que constitui todos os outros mantras, sendo o mais poderoso de todos eles. Ele é o gérmen, a raiz de todos os sons da natureza.
"Com Om vamos até o fim o silêncio de Brahman (o Absoluto). O fim é imortalidade, união e paz. Tal como uma aranha alcança a liberdade do espaço por meio de seu fio, assim também o homem em contemplação alcança a liberdade por meio do Om."
Essa técnica é uma das mais antigas e eficazes que existem no Yoga. Estimula o ájña chakra, na região do intercílio, sede de manas, o pensamento, e buddhi, a intuição ou consciência superior. Existem sete formas diferentes de vocalizar o Om. Aqui veremos especificamente a sua utilização como dháraní, suporte para concentração.
Além desses bíja mantras principais, aparece ainda sobre as pétalas de cada chakra uma série de fonemas do alfabeto sânscrito são os bíjas menores, que representam as manifestações sonoras do tipo de energia de cada chakra. Desta forma, cada sílaba de cada mantra estimula uma pétala definida de um chakra particular. Este é o motivo pelo qual o sânscrito é considerado língua sagrada na Índia seu potencial vibratório produz efeitos em todos os níveis.